# Sawonia Południowa
Sawonia Południowa (fiń. Etelä-Savo, szw. Södra Savolax) – region w Finlandii, położony w dawnej prowincji Finlandia Wschodnia. Stolicą regionu jest Mikkeli.

## Gminy
Region ten jest podzielony na 17 gmin (miasta zostały pogrubione):
| - Enonkoski - Heinävesi - Hirvensalmi - Joroinen - Juva - Kangasniemi - Kerimäki - Mäntyharju - Mikkeli | - Pertunmaa - Pieksämäki - Punkaharju - Puumala - Rantasalmi - Ristiina - Savonlinna - Sulkava |